# Miss Universo 1955
Miss Universo 1955, quarta edizione di Miss Universo, si è tenuta a Long Beach (California), negli Stati Uniti d'America il 22 luglio 1955. Hillevi Rombin, Miss Svezia, è stata incoronata Miss Universo 1955.

## Risultati

### Piazzamenti
| Risultato finale   | Concorrente |
| ------------------ | --- |
| Miss Universo 1955 | - Svezia - Hillevi Rombin |
| 2ª classificata    | - El Salvador - Maribel Arrieta Gálvez |
| 3ª classificata    | - Ceylon - Maureen Neliya Hingert |
| 4ª classificata    | - Germania - Margit Nünke |
| 5ª classificata    | - Giappone - Keiko Takahashi |
| Top 15             | - Argentina - Hilda Isabel Sarli Gorrindo - Belgio - Nicole De Mayer - Brasile - Emília Barreto Correia Lima - Canada - Cathy Diggles - Guatemala - María del Rosario Molina Chacón - Honduras - Pastora Pagán Valenzuela - Inghilterra - Margaret Rowe - Norvegia - Solveig Borstad - Stati Uniti - Carlene King Johnson - Venezuela - Carmen Susana Duijm Zubillaga |

### Riconoscimenti speciali
| Riconoscimento              | Concorrente                            |
| --------------------------- | -------------------------------------- |
| Miss Congeniality           | - El Salvador - Maribel Arrieta Gálvez |
| Most Popular Girl in Parade | - Inghilterra - Margaret Rowe          |

## Concorrenti
- Alaska - Lorna McLeod
- Argentina – Hilda Isabel Sarli Gorrindo
- Belgio - Nicole De Mayer
- Brasile - Emília Barreto Correia Lima
- Canada -  Cathy Diggles
- Ceylon - Maureen Neliya Hingert
- Cile - Rosa Merello Catalán
- Corea del Sud - Kim Mee-Chong
- Costa Rica - Clemencia Martínez de Montis
- Cuba - Gilda Marín
- Ecuador - Leonor Carcache Rodríguez
- El Salvador - Maribel Arrieta Gálvez
- Filippine - Yvonne Berenguer de los Reyes
- Finlandia - Sirkku Talja
- Francia - Claude Petit
- Germania - Margit Nünke
- Giappone - Keiko Takahashi
- Grecia - Sonia Zoidou
- Guatemala - María del Rosario Molina Chacón
- Honduras - Pastora Pagán Valenzuela
- Indie occidentali - Noreen Campbell
- Inghilterra - Margaret Rowe
- Israele - Ilana Carmel
- Italia - Elena Fancera
- Libano - Hanya Beydoun
- Messico - Yolanda Mayen
- Nicaragua - Rosa Argentina Lacayo
- Norvegia - Solveig Borstad
- Porto Rico - Carmen Laura Betancourt
- Stati Uniti - Carlene King Johnson (Vermont)
- Svezia - Hillevi Rombin
- Uruguay - Inge Hoffmann
- Venezuela - Carmen Susana Duijm Zubillaga

### Debutti
- Ceylon
- Ecuador
- Guatemala
- Inghilterra
- Libano
- Nicaragua

### Ritorni
- Venezuela

### Ritiri
- Australia
- Hong Kong
- Nuova Zelanda
- Panama
- Perù
- Singapore
- Thailandia